# Chunkanán (Cuzamá)
Chunkanán es una población del municipio de Cuzamá en el estado de Yucatán, México.

## Toponimia
El nombre (Chunkanán) proviene del idioma maya.

## Demografía
Según el censo de 2005 realizado por el INEGI, la población de la localidad era de 335 habitantes, de los cuales 170 eran hombres y 165 eran mujeres.
| 234                         | 387 | 274 | 231 | 188 | 193 | 235 | 250 | 251 | 249 | 269 | 319 | 335 |
| (Fuente: INEGI [Consultar]) |     |     |     |     |     |     |     |     |     |     |     |     |

## Galería

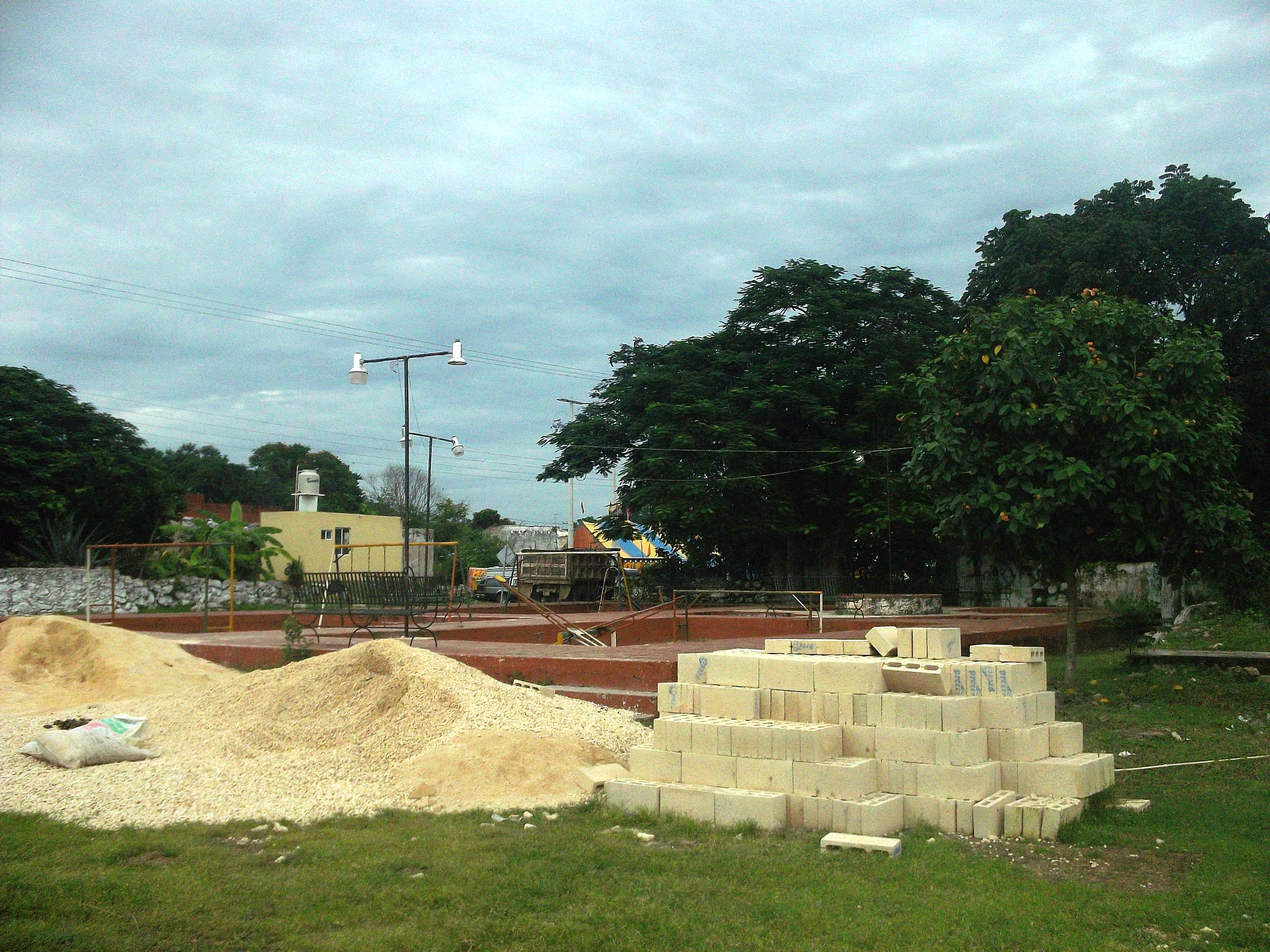
Parque principal.
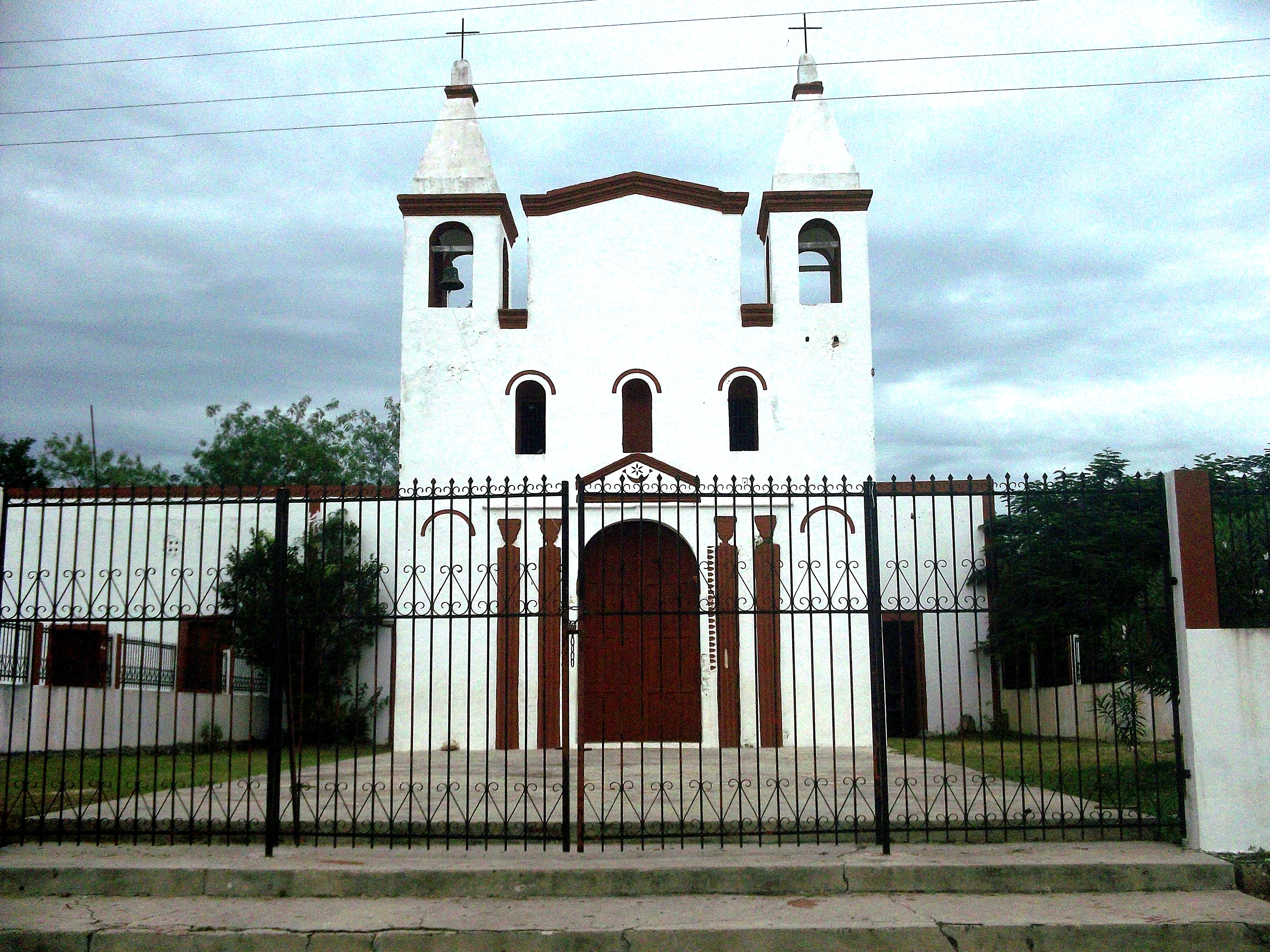
Iglesia.
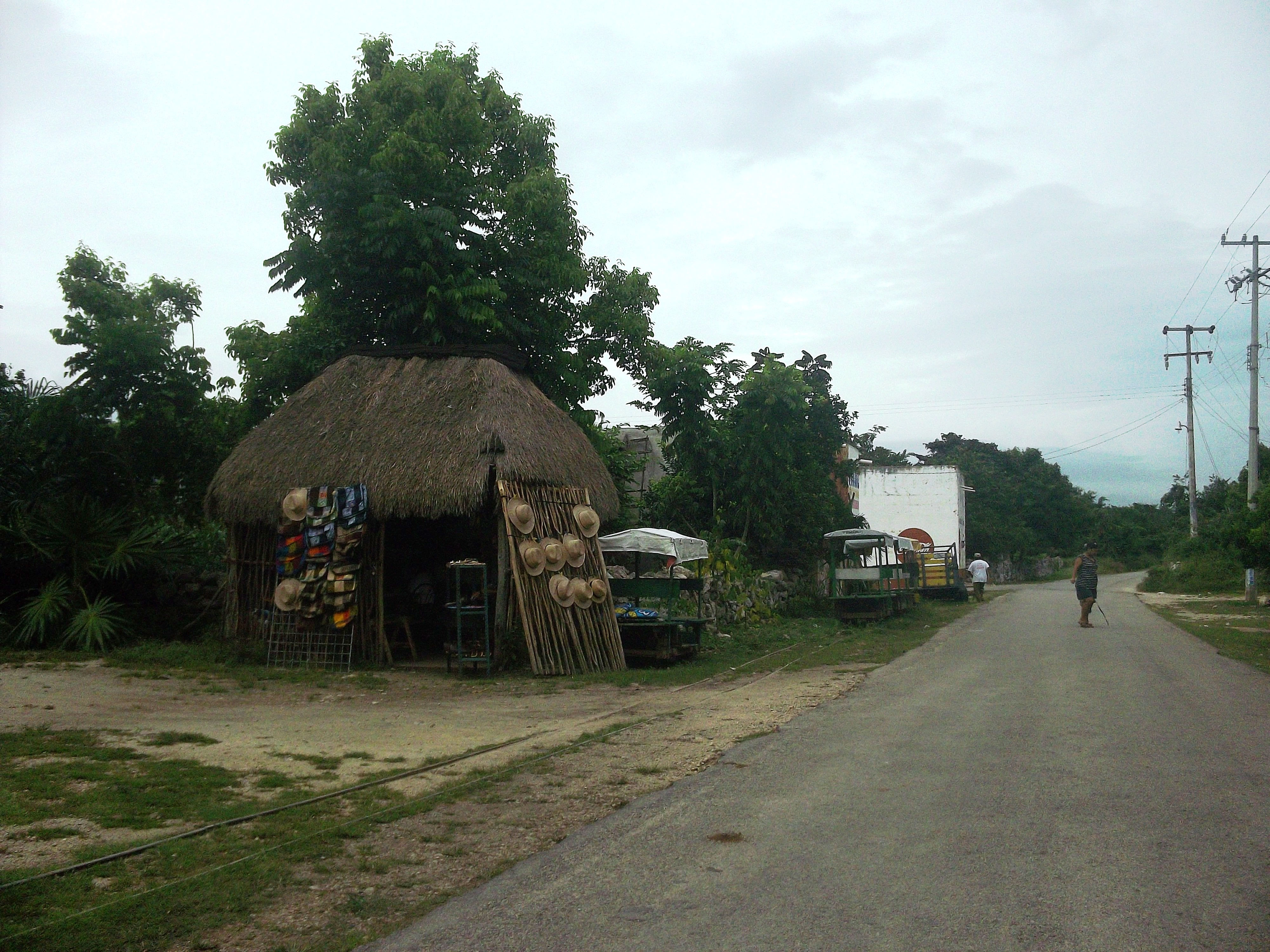
Hacienda.
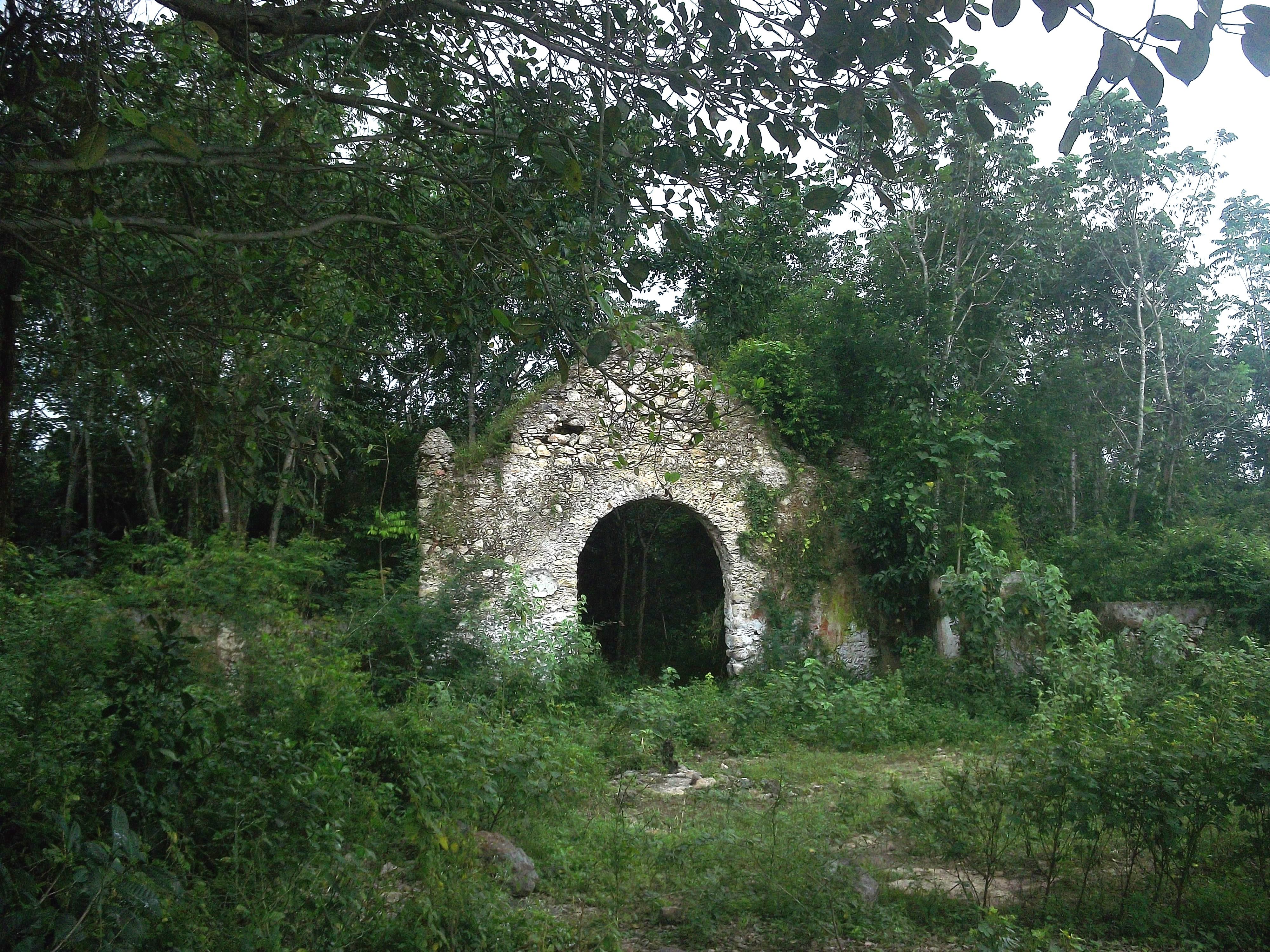
Hacienda.
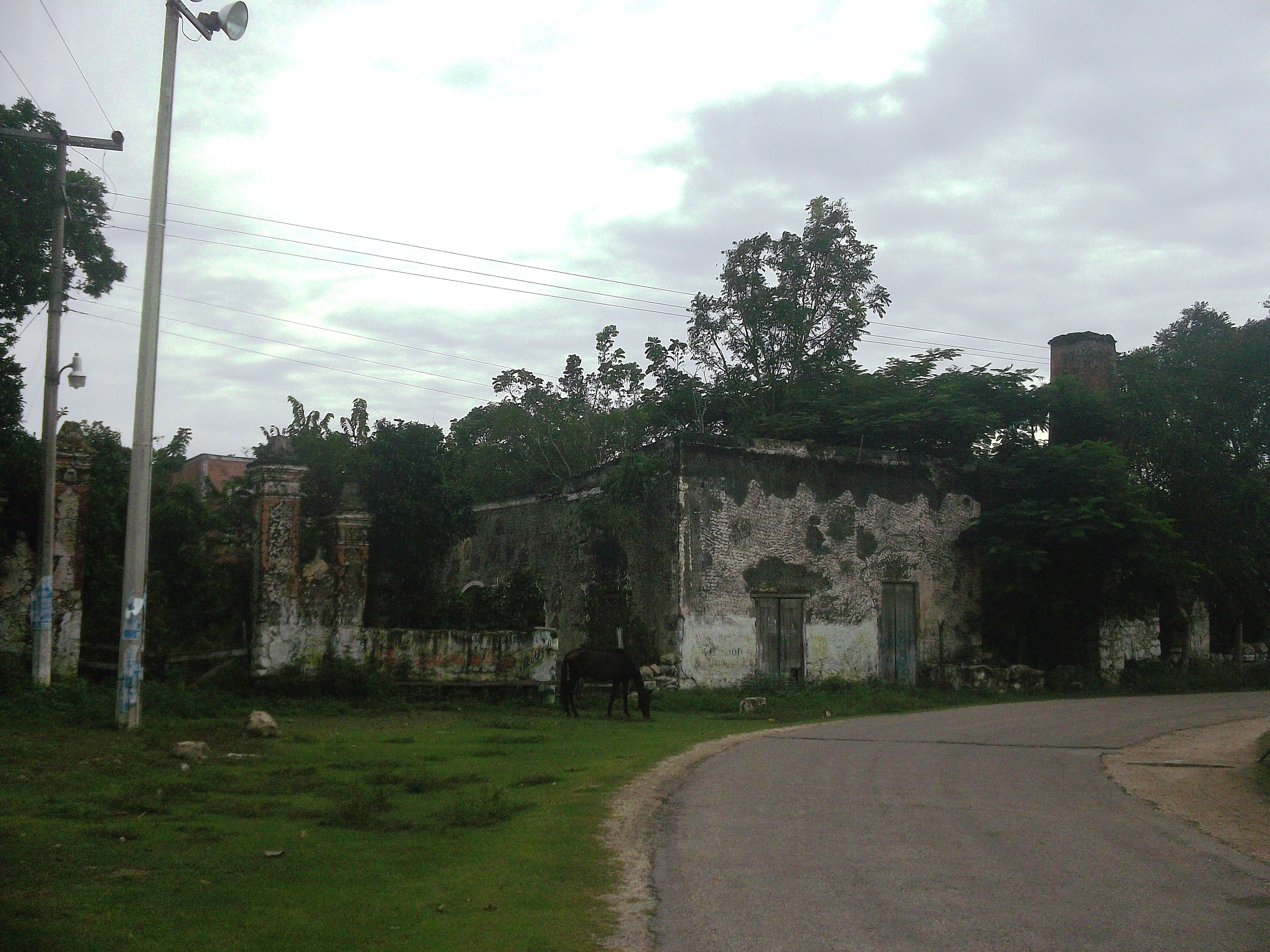
Hacienda.
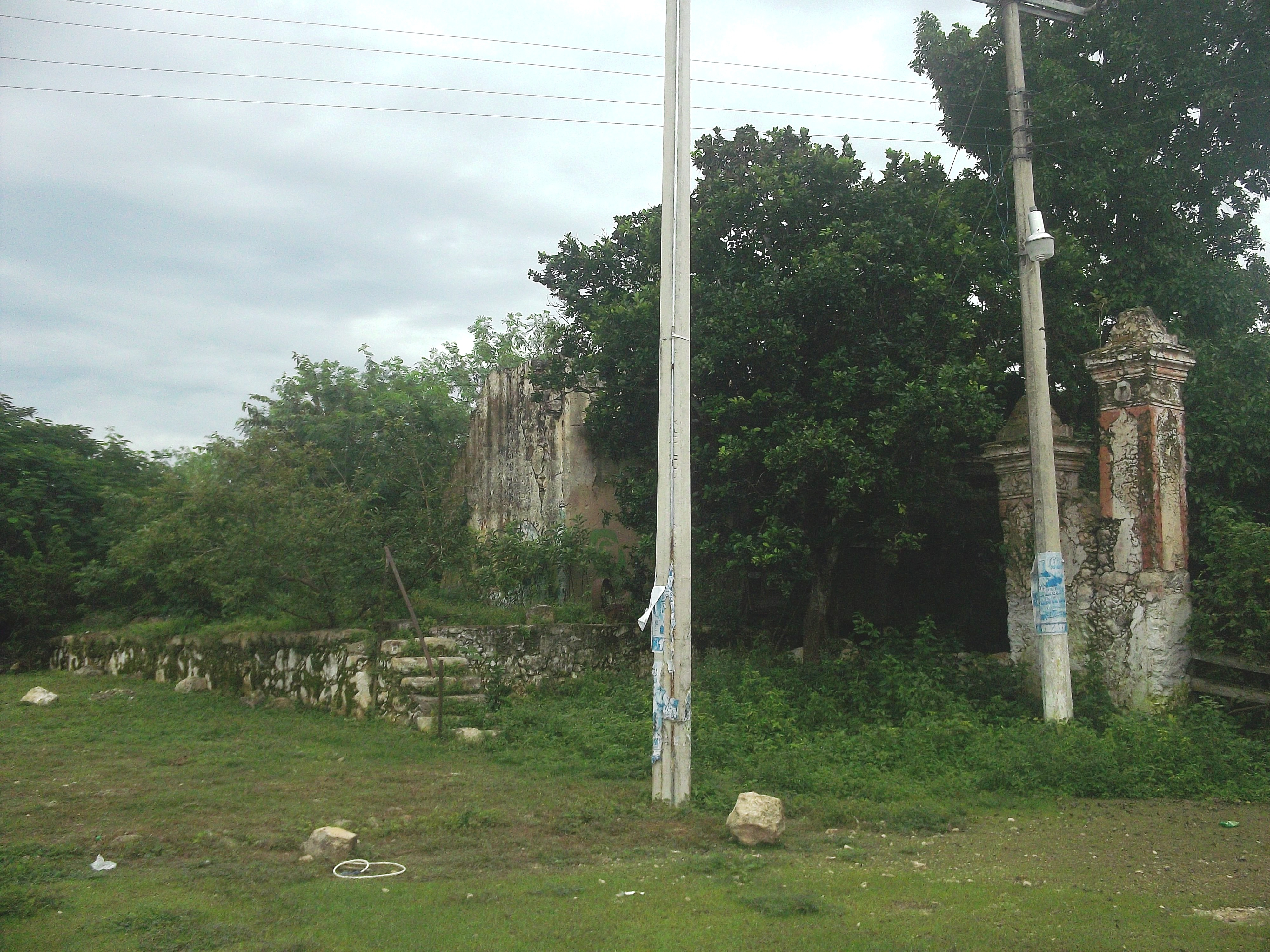
Hacienda.
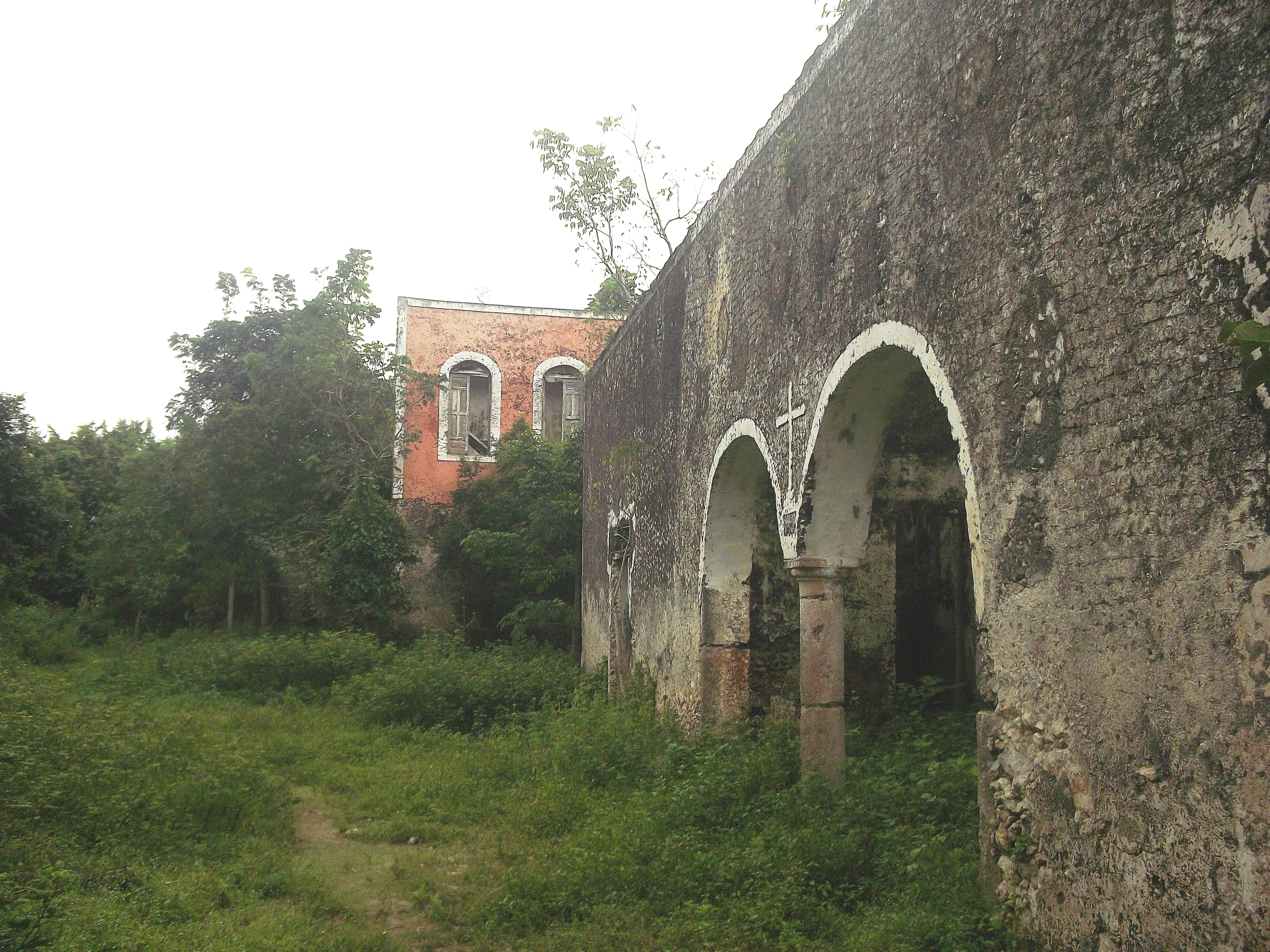
Hacienda.